# Batalha de Fulford
A batalha de Fulford ocorreu no local identificado por Simeão de Durham como a aldeia de Fulford, perto de Iorque, na Inglaterra, em 20 de setembro 1066, quando o rei Haroldo III da Noruega, também conhecido como Haroldo Hardrada ("harðráði" em nórdico antigo, "governante duro"), e Tostigo, seu aliado inglês, lutaram e derrotaram os condes do norte Eduíno e Morcar. A batalha foi uma vitória decisiva para o exército viquingue.
Tostigo era um irmão banido de Haroldo Godwinson. Ele tinha se aliado ao rei Haroldo da Noruega e, possivelmente, ao duque Guilherme II da Normandia, mas a história não deixou nenhum registro de qual papel Tostigo teria se as invasões fossem bem sucedidas. Os condes de Iorque poderiam ter se escondido detrás dos muros de sua cidade, mas em vez disso, encontraram o exército viquingue do outro lado de um rio. Durante o dia inteiro todo os ingleses tentaram desesperadamente quebrar a parede de escudos viquingue, mas sem sucesso. Tostigo se opôs ao conde Morcar que o tinha substituído como conde de Nortúmbria.

## Antecedentes
O rei anglo-saxão Eduardo, o Confessor morreu no dia 5 de janeiro de 1066, sem herdeiro. O único membro sobrevivente da família real era Edgar, o jovem filho do rei Eduardo, o Atelingo (Aðeling). No dia do funeral do rei Eduardo, em 6 de janeiro, Haroldo Godwinson, o Conde de Wessex apressou-se para Londres, onde foi coroado rei na Abadia de São Pedro de Westminster ou na Abadia de Westminster por Aldredo de Iorque. Embora Haroldo Godwinson tenha usurpado o trono, passando sobre Edgar, o historiador David C. Douglas indicou que pelo menos um cronista o via como o rei legítimo. No entanto, é claro que dois condes poderosos e fraternos, Eduíno de Mércia e Morcar de Nortúmbria, desafiaram sua autoridade. Fontes indicam que o rei se mudou para o norte para enfrentá-los; no entanto, no final, ele garantiu a lealdade deles pelo matrimônio com Edite, viúva de Grifido (Griffith) de Gales e irmão dos condes. Ao garantir a lealdade de Eduíno e Morcar, Godwinson aumentou sua força no norte. Estes homens eram, de fato, a primeira barreira entre Haroldo Godwinson e Haroldo Hardrada.
Tostigo, o irmão exilado de Godwinson, também sentia que tinha direito ao trono inglês. Durante seu exílio, viveu em Flandres, onde, de acordo com a Crônica Anglo-Saxônica, invadiu o reino em maio de 1066 contra seu irmão. É dito que em Sandwich Tostigo tinha alistado e recrutado marinheiros. Ele, então, navegou para o norte, onde lutou contra Eduíno de Mércia. Depois de uma rápida derrota na foz do Humber, chegou à Escócia, sob a proteção do rei Malcolm I (r. 943–954). Mais tarde, encontrou-se com Hardrada, rei da Noruega, e fez um pacto com ele, no qual concordou em apoiar o rei em sua invasão da Inglaterra. O historiador medieval Orderico Vital tem uma versão diferente da história. Ele diz que Tostigo viajou para a Normandia para recorrer a ajuda de Guilherme da Normandia. Então, enquanto Guilherme não estava pronto para se envolver dessa maneira, Tostigo partiu da Península do Cotentin, mas por causa de tempestades acabou na Noruega, e lá fez o seu pacto com Haroldo Hardrada.  Seja na Normandia ou na Escócia, é certo que Tostigo aliou-se com Hardrada e que lutaram lado a lado na Batalha de Fulford. Tostigo era um aliado útil ao rei não só porque era irmão de seu adversário, mas também porque conhecia o terreno.
Hardrada, como Tostigo, Guilherme, o Bastardo e o rei Haroldo Godwinson, foi outro pretendente ao trono. Hardrada partiu para a Inglaterra, em setembro de 1066, pegando suprimentos nas Órcades e foi reforçado com Tostigo, que trouxe soldados e navios. Eles navegaram juntos ao longo do rio Ouse em direção à cidade de Iorque. Na versão do Orderico Vital diz que, no mês de agosto, Hardrada e Tostigo zarparam por todo o grande mar com um vento favorável e desembarcaram em Yorkshire. Eles chegaram à foz do Humber em 18 de setembro. Tendo desembarcado de seus navios, seus exércitos moveram-se rapidamente em direção a Iorque. Em 20 de setembro de 1066, foram confrontados pelos condes de Godwinson, Eduíno e Morcar.

## Batalha

### Desenvolvimento

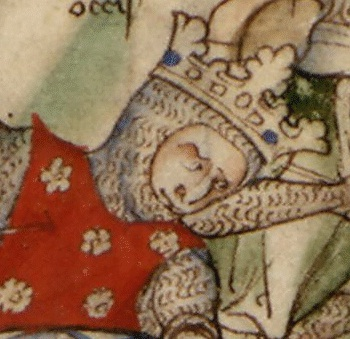
Haroldo Hardrada, rei da Noruega, que sairia vitorioso da batalha contra Eduíno e Morcar

Eduíno tinha trazido alguns soldados a leste para se preparar para uma invasão dos noruegueses. A batalha começou com os ingleses espalhando suas forças para proteger seus flancos. No flanco direito estava o rio Ouse, e no flanco esquerdo estava um vau, uma área pantanosa. A desvantagem à posição era que Eduíno deu a Haroldo mais terreno, o que foi perfeito para ver a batalha à distância. Outra desvantagem é que, se um flanco fosse ceder, o outro estaria em apuros. Se o exército anglo-saxão tivesse que recuar, não seria capaz devido às marismas. Eles teriam que distanciar os noruegueses o maior tempo possível.
O exército de Haroldo se aproximou a partir de três rotas pelo sul. Haroldo alinhou seu exército para se opor aos anglo-saxões, mas ele sabia que levaria horas para todas as suas tropas chegarem. Suas tropas menos experientes foram enviadas para a direita e suas melhores tropas à margem do rio. Os ingleses atacaram primeiro, avançando sobre o exército norueguês antes que pudesse se organizar totalmente. As tropas de Morcar empurraram as de Haroldo para os pântanos, fazendo progresso na seção mais fraca da linha norueguesa. No entanto, este sucesso inicial mostrou-se insuficiente para a vitória do exército inglês, pois os noruegueses trouxeram seus melhores soldados para lhes apoiar, ainda descansados, contra os enfraquecidos anglo-saxões.

### Contra-movimento de Haroldo
Haroldo trouxe mais de suas tropas do flanco direito para atacar o centro, e enviou mais homens para o rio. Os invasores estavam em menor número, mas continuaram empurrando e atropelando os defensores para trás. Os anglo-saxões foram obrigados a ceder. Os soldados de Eduíno, que defendiam a margem, agora foram cortados do resto do exército pelo pântano, e então voltaram para a cidade para tomar uma posição final. Em uma hora, os homens que estavam no riacho foram forçados pelos noruegueses a sair. Outros invasores noruegueses, que ainda estavam chegando, encontraram uma maneira de contornar o combate e abriram uma terceira frente contra os anglo-saxões. Em desvantagem e vencidos em tática, os defensores foram derrotados. Eduíno e Morcar no entanto, conseguiram sobreviver à luta.
Iorque rendeu-se aos noruegueses sob a promessa de que os vencedores não iriam forçar a entrada pela cidade, talvez porque Tostigo não gostaria que sua capital fosse saqueada. Ficou combinado que os vários reféns deveriam ser trazidos e o exército norueguês retirou-se para Stamford Bridge, 11 quilômetros a leste de Iorque, para aguardarem sua chegada.

## Consequência
Estima-se que em Fulford os noruegueses tinham cerca de 10 mil soldados, dos quais 6 000 foram dispostos em batalha, e os defensores 5 000. Durante a batalha, as baixas foram pesadas em ambos os lados. Algumas estimativas afirmam que 15% morreram totalizando 1 650 (com base nas 11 mil tropas que estavam sendo dispostas). De todas as contas, é claro que o poder mobilizado de Mércia e Nortúmbria foi cortado em pedaços em Fulford.
Por causa de sua derrota na Fulford Gate, o rei Haroldo Godwinson teve que forçar uma marcha de 310 quilômetros para suas tropas, de Londres a Iorque. Ele fez isso em uma semana de Fulford e conseguiu surpreender o exército viquingue e derrotá-los na batalha de Stamford Bridge. Entretanto, Guilherme da Normandia havia desembarcado seu exército em Sussex, na costa sul. Haroldo marchou com seu exército de volta para a costa sul, onde se encontrou com o exército do duque, em um lugar hoje chamado de Battle, fora de Hastings. É provável que a intenção de Haroldo fosse repetir o sucesso de Stamford Bridge, capturando Guilherme de surpresa. O cronista anglo-normando Florêncio de Worcester comentou que, embora o rei [Haroldo] estivesse consciente de que alguns dos homens mais corajosos na Inglaterra haviam caído em duas batalhas recentes e que metade de suas tropas não estavam reunidas, ele não hesitou em enfrentar o inimigo em Sussex. É provável que os embates em Fulford Gate e na Batalha de Stamford Bridge, travados com diferença de uma semana, afetaram seriamente a força de Haroldo na batalha de Hastings cerca de três semanas depois. Não há dúvida de que, se Haroldo não tivesse sido desviado pelas batalhas no norte, em seguida, ele teria estado melhor preparado para lutar contra Guilherme em Hastings e o resultado poderia ter sido um pouco diferente.